# Claudi Planas i Font
Claudi Planas i Font (Barcelona, Barcelonès, 1869-1931) va ésser un advocat i escriptor català.
Es va incorporar a l'administració municipal, on durant molts anys fou secretari de l'Ajuntament de Barcelona, en situacions polítiques molt diferents, que van incloure la monarquia constitucional d'Alfons XIII, la dictadura del general Primo de Rivera i els primers mesos de la II República Espanyola.
Va publicar els següents llibres: Entre muntanyes (Barcelona, 1894), Prosa (Barcelona, 1903) i En Pere i altres contes (Barcelona, 1919).
També col·laborà en publicacions periòdiques, com ara La Renaixensa, La Veu de Catalunya, etc., i participà activament en el moviment dels Jocs Florals.
Es va adherir al I Congrés Internacional de la Llengua Catalana (1906).
Respecte al catalanisme, formà part del nucli dirigent del Centre Escolar Catalanista, i dins la Unió Catalanista fou nomenat delegat a les Assemblees de Manresa (1892), Reus (1893) i Balaguer (1894).
A principis del segle xx s'afilerà al grup que controlava La Veu de Catalunya.